# Love Come Home
Love Come Home is een nummer van de Nederlandse DJ Jean uit 2000.
"Love Come Home" leverde DJ Jean wederom een hit op in Nederland. De opvolger van The Launch werd in het voorjaar van 2000 Dancesmash op Radio 538 en bereikte de 3e positie in de Nederlandse Top 40. In de Vlaamse Ultratop 50 was het succes iets minder groot, daar bereikte het een bescheiden 26e positie.
In 2001, een jaar nadat het origineel werd uitgebracht, samplede Def Rhymz de melodie van het nummer voor zijn hit Schudden.